# Варана
Варана̀ е село в Северна България. То се намира в община Левски, област Плевен.

## География
Село Варана се намира в средната част на Дунавската хълмиста равнина, на около 6 km източно от общинския център град Левски. Близките му села са: Червена – на платовидната височина на север, на около 3 km; Сломер – на около 6 km източно; Недан – на около 6 km югоизточно; Бутово – на около 5 km южно и Градище – на около 3 km югозападно.
На около 2,5 km западно от Варана тече река Осъм. Неин десен приток е течащата покрай южната част на селото река Ломя.
На запад в близост до моста над река Осъм на свързващия град Левски със село Градище третокласен републикански път 303 се отделя общински път към Варана, който в границите на селото е негова главна улица, а на север от центъра продължава през село Червена към кръстовище с първокласния републикански път 3 – част от Европейски път Е83, и нататък към село Овча могила.
Надморската височина при църквата е около 68 m и в южната част на селото не се изменя особено, а на север постепенно нараства до около 100 m в най-североизточната му част.
Населението на село Варана , наброявало 916 души към 1934 г., неизменно намалява – до 32 души към 2018 г. Особено рязък – 310 души, е спадът през периода 1956 – 1965 г.
В селото преобладава земеделска и животновъдска дейност. Земеделието е концентрирано в една ЧЗПК и няколко самостоятелни производители, а животновъдството е изцяло в частния сектор. Отглеждат се предимно овце, кози и крави. Земеделската и животновъдната продукция е екологично чиста, защото наоколо няма големи замърсители на почвата и въздуха. Има няколко римски могили, които не са изследвани още. Обичаите в село Варана не се отличават от типичните обичаи характерни за региона. В селото има много добре функциониращ пенсионерски клуб. От няколко години се провежда традиционната среща с пенсионерите от с. Недан.
Възможностите за инвестиране са големи. Може да се инвестира в земеделието, животновъдството (особено в овцевъдството). Инвестиции могат да бъдат направени и в сферата на екотуризма и в производството на екологично чисти селскостопански продукти.

## История
- При избухването на Балканската война през 1912 година двама жители от село Варана са доброволци в Македоно-одринското опълчение.
На 2 февруари 1948 г. е учредено ТКЗС „Георги Димитров“ – село Варана (1948 – 1958; 1992 – 1995).
- футболен отбор на селото е ФК „Удар“ създаден през 1928 г.

## Религии
Преобладава християнството. В селото се намира уникална запазена църква, която се вижда и от снимката.

## Обществени институции
РПУ – Левски – приемна в с. Варана – в сградата на Кметството; вторник от 14:00 ч. до 16:00 ч.
Редовен автобусен транспорт.
На територията на селото има няколко по-големи производители, а именно:
- ЧЗПК „Нов Живот“ – обработва около 6000 дка земеделска земя
- Склад за събиране и търговия със сурови животински кожи на Дочко Дочев
- Предприятие за производство но прясно месо на Анатоли Йорданов – изградена по всички изисквания на Европейския съюз.
- РПК Наркооп – магазин за хранителни стоки, тел. 06539/2428
- Веселин Рачев – 90 ЕТ – месни произведения и месни консерви, тел. 06539/2245
- В непосредствена близост до селото се намира единственият по рода си свине-комплекс на балканите.
- На територията на Варана се срещат много зайцевъди и пчелари.
- Далекосъобщения – тел. 06539/2201
- Здравна служба – тел. 06539/2421
- Кметство – тел. 06539/2422
- Пощенският клон в селото работи всеки понеделник, сряда и петък. Тел. 06539/2226

## Културни и природни забележителности
- река Ломя – уникална забележителност със запазена флора и фауна такава каквато е била някога – средище за много туристи.
- няколко запазени римски могили
- местност „Карамандол“ – защитена местност
- църква „Свети Димитър“ – построена през 1933 г.

## Редовни събития
- Сбор на село Варана – 05 – 7 ноември
- Пенсионерския клуб на селото всяка година провежда традиционни срещи с пенсионерите от село Недан. През останалото време също са доста активни в своите изяви.

## Личности
В село Варана е роден на 8 април 1920 г. известният български писател и автор на произведения за деца Иван Кръстев Иванов.
От село Варана са корените по произход на естрадната певица Паша Христова.
В село Варана е роден академик Тодор Николов (геолог).
В селото са родени Никола Николов – журналист и писател, и брат му Богдан Николов.